# Bergstutzen (Waffe)

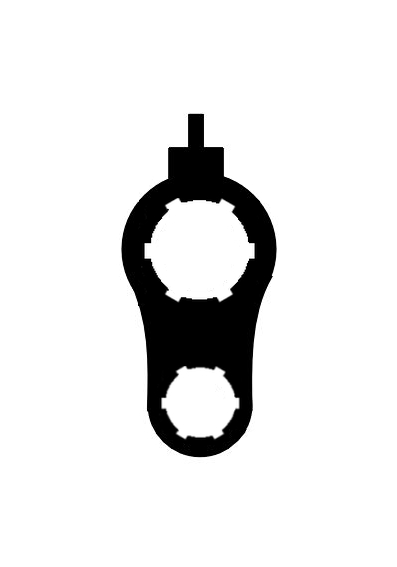
Bergstutzen

Ein Bergstutzen ist eine Bockbüchse mit zwei Kugelläufen in unterschiedlichen Kalibern. In der Regel liegt der Lauf mit dem größeren Gasdruck unten, um die Belastung der Waffe zu reduzieren. Andere Bauarten sind aber auch gebräuchlich (siehe Bild). Beispielsweise entsteht aus einer Bockbüchsflinte ein Bergstutzen, wenn in den Flintenlauf ein Einstecklauf eingeschoben wird. Üblicherweise werden aus diesen Kipplaufwaffen Randpatronen (beispielsweise von .22 lfB bis 9,3 × 74 mm R) verschossen – mit entsprechender Einrichtung der Waffe sind auch randlose Gewehrpatronen wie die 7,92 × 57 mm oder .30-06 Springfield benutzbar.
Aufgrund der verlöteten Läufe wandert bei mehreren Schüssen aus einem Lauf die Trefferlage zum jeweils kälteren Lauf hin. Bergstutzen werden daher immer kalt eingeschossen.
Bei Bergstutzen, die aus einer Bockbüchsflinte mit Einstecklauf im Schrotlauf aufgebaut sind, ist ein „Wandern“ der Treffer des Einstecklaufes nicht zu befürchten: Der Einstecklauf im Schrotlauf ist nicht in der Lage, den Schrotlauf zu erwärmen und eine „Verbiegung“ des Laufbündels zu bewirken.